# Делорье, Марсель
Марсель Делорье (фр. Marcel Deslauriers; 22 июля 1905, Монреаль, Канада — декабрь 1988) — канадский шашист, международный гроссмейстер, чемпион мира по международным (1956) и канадским шашкам.

## Биография
В 1927 году в 21-летнем возрасте стал чемпионом страны по 144-клеточным шашкам, выиграв матч у Леонара Оттина. В 1929 году принял участие в матче за первенство мира по канадским шашкам против действующего чемпиона Вильяма Борегара, но уступил с общим счётом 11-9 (+1-2=7). Намеченный матч-реванш не состоялся из-за ухудшающегося состояния здоровья Борегара, скончавшегося в 1932 году, поэтому за год до этого Делорье сыграл матч за звание чемпиона мира уже с другим соперником — Огюстом Лафрансом, победив досрочно со счётом +2-0=7. В 1932 году он отстоял титул в матче с Альфредом Тангеем (+3-0=6) и носил его следующие шесть лет, в 1939 году проиграв Фернану Гертену (+2-3=11). Вернул себе звание чемпиона мира по канадским шашкам в 1946 году, победив Рауля Дажне (+3-0=3), но в дальнейшем в борьбе за этот титул не участвовал.
В 1952 году вместе с Дажне приехал в Европу, чтобы принять участие в чемпионате мира по международным шашкам. Занял место в середине таблицы, при этом набрав больше 50 % очков. В 1954 году в борьбе с Дажне Делорье стал первым чемпионом Канады по стоклеточным шашкам. Ещё через два года, будучи старейшим участником очередного чемпионата мира по международным шашкам, он стал первым неевропейцем, завоевавшим звание чемпиона, до этого считавшееся прерогативой французских и нидерландских игроков. На чемпионате 1956 года Делорье показал результат +9-0=9. Один из самых пожилых игроков, выигрывавших мировой титул (в 51 год).
В 1958 году Делорье, работавший бухгалтером и лишённый в Канаде полноценной практики и достойных соперников, проиграл матч за мировое первенство советскому шашисту Исеру Куперману, бывшему на 17 лет моложе него. В дальнейшем регулярно участвовал в чемпионатах мира по международным шашкам, хотя в число призёров уже не попадал (4-е место в 1960 году, 7-е в 1964 году и 9-е в 1972 году). На сессии ФМЖД в 1960 году Делорье вместе с ещё тремя шашистами было присвоено звание международного гроссмейстера.
Прославился невероятным комбинационным зрением, позволявшим значительно превосходить соперников в тактике.

Его стихия — тактические осложнения, создание неожиданных угроз, ведущих к насыщенной явными и скрытыми ударами игре.
— Ю. П. Барский // «Шашки». — № 11/1989
В Монреале проходит Mémorial Marcel Deslauriers (Мемориал Марселя Делорье), организованный Canadian checker games federation.